# Obergiesing-Fasangarten
Obergiesing, voluit en officieel sinds 2009 Obergiesing-Fasangarten, is een stadsdeel (Duits: Stadtbezirk) van de Duitse stad München, deelstaat Beieren. Obergiesing-Fasangarten wordt ook vermeld als Stadtbezirk 17.
Eind 2018 leefden er in het 5,7 km² grote stadsdeel 54.256 inwoners.
Het stadsdeel wordt doorkruist door de Bundesstraße 13.  Met het openbaar vervoer wordt Obergiesing ontsloten door de metrostations Silberhornstraße, Untersbergstraße en Giesing van de U-Bahn van München die allen bediend worden door metrolijn U2 (en de steunlijnen U7 en U8).
In het stadsdeel bevindt zich de Heilig Kruiskerk met een toren van vijfennegentig meter hoog.

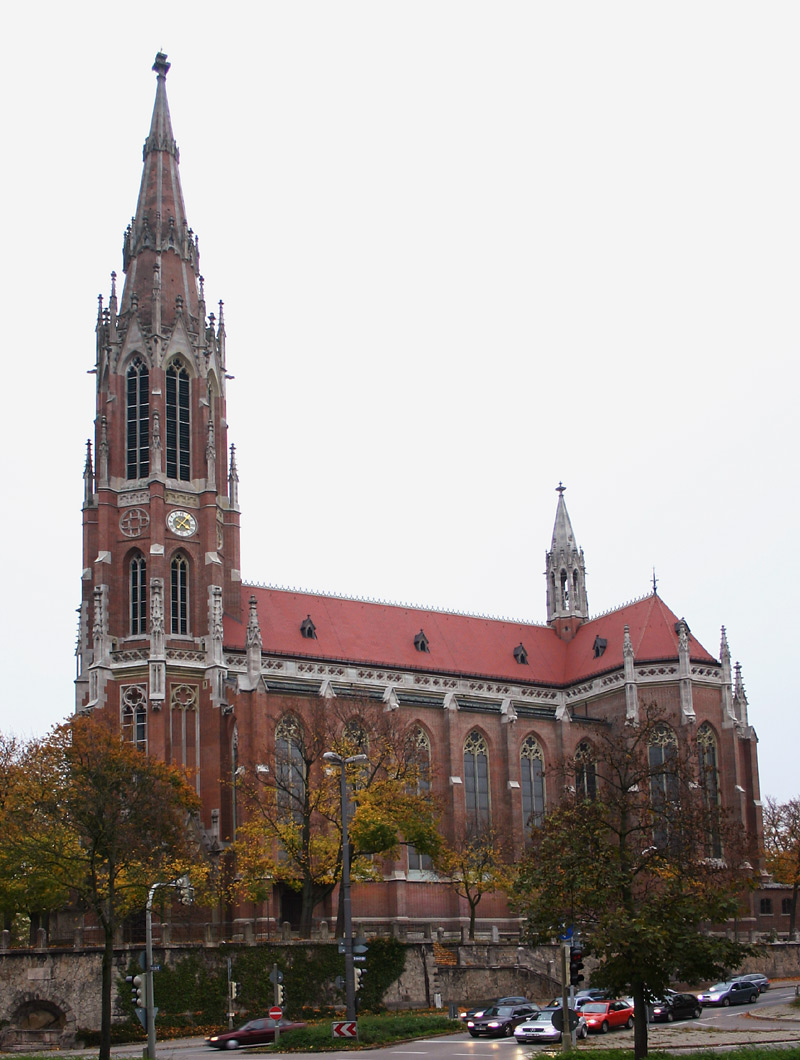
Heilig Kruiskerk

Allach-Untermenzing · 
Altstadt-Lehel · 
Au-Haidhausen · 
Aubing-Lochhausen-Langwied · 
Berg am Laim · 
Bogenhausen · 
Feldmoching-Hasenbergl · 
Hadern · 
Laim · 
Ludwigsvorstadt-Isarvorstadt · 
Maxvorstadt · 
Milbertshofen-Am Hart · 
Moosach · 
Neuhausen-Nymphenburg · 
Obergiesing-Fasangarten · 
Pasing-Obermenzing · 
Ramersdorf-Perlach · 
Schwabing-Freimann · 
Schwabing-West · 
Schwanthalerhöhe · 
Sendling · 
Sendling-Westpark · 
Thalkirchen-Obersendling-Forstenried-Fürstenried-Solln · 
Trudering-Riem · 
Untergiesing-Harlaching